# Lucio Sestio Albaniano Quirinale
Lucio Sestio Albaniano Quirinale (in latino Lucius Sestius Albanianus Quirinalis; 73 a.C. circa – dopo il 19 a.C.) è stato un politico e militare romano, console dell'impero.

## Biografia

### Sotto la Repubblica
Figlio di Publio Sestio, tribuno della plebe difeso con successo in un processo de vi da Cicerone con la sua Pro Sestio nel 56 a.C., e della sua prima moglie Albania, figlia del senatore Gaio Albanio, Lucio deve essere nato attorno al 73 a.C., giacché al momento del processo del padre, in cui Lucio prese parte e lesse anche in pubblico documenti legati al caso, Cicerone lo caratterizza come praetextatus con una vox puerilis. La famiglia di Sestio rimase poi in ottimi rapporti con Cicerone, che undici anni dopo, nel 45 a.C., lo elogia come optimus adulescens.
Forse questore nel 44 a.C., Sestio aderì con vigore alla causa dei cesaricidi, seguendo Bruto in tutte le sue campagne in Oriente, adoperandosi in una serrata ricerca di navi per Bruto testimoniata anche da Cicerone nel giugno-luglio 44 a.C.. Come pro quaestore dello stesso Bruto, nel 43-42 a.C. coniò aurei, denari e quinari per la causa repubblicana, e inviò in qualità di magistrato agli abitanti dell'isola di Taso un'epistola conservataci tutt'oggi in frammenti. Proscritto dai triumviri per aver rifiutato di tradire Bruto, Sestio venne probabilmente graziato da Ottaviano dopo la battaglia di Filippi: divenne così un vigoroso sostenitore del nuovo regime dell'erede di Cesare, pur mantenendo sempre vivi, con ammirazione dello stesso Ottaviano Augusto, il ricordo e la venerazione per Bruto, di cui tenne in casa un busto anche in seguito.

### Sotto Augusto
Sestio ricompare nelle fonti, dopo aver ipoteticamente ricoperto l'incarico di proconsole di Sicilia nei primi anni 20 a.C., come console suffetto scelto esplicitamente da Augusto per sostituirlo il 26 giugno del 23 a.C., quando il princeps abdicò alla suprema carica dello stato per la prima volta dal 29 a.C. Suo collega fino alla fine dell'anno fu l'altrettanto repubblicano Gneo Calpurnio Pisone: la loro scelta tanto inaspettata suggerisce una grande prontezza della componente ex-repubblicana a prestare fedeltà al nuovo regime. Durante il suo consolato, furono pubblicati i primi tre libri delle Odi di Orazio, che dedica la sua Ode I, 4 al beatus Sestio forse per immortalare il momento della pubblicazione della sua opera; Syme però ipotizza che Sestio vivesse una vita di otium tranquillo forse tinto di epicureismo, stabilendo così un ulteriore legame con il poeta. Alcune tegole e marchi identificano Sestio come proprietario della famosa Villa di Settefinestre nell'agro Cosano, con i suoi praedia e le sue figlinae.
Sestio fu inviato subito dopo il suo consolato come legatus Augusti pro praetore probabilmente per tre anni dal 22 al 19 a.C. nella provincia di Hispania Ulterior, dove aiutò a sottomettere il nord-ovest del paese, in cui, nella zona di Capo Finisterre o del monte Aloia, eresse tre altari chiamati arae Sestianae dedicati ad Augusto: un recente documento informa che Sestio presiedette, probabilmente tramite un legato, alla provincia Transduriana oltre il Duero, verosimilmente un'area amministrativa interna alla vera e propria provincia sotto il suo comando. Dopo il suo governo provinciale, Sestio scompare dalla storia.